# Circuito magnético

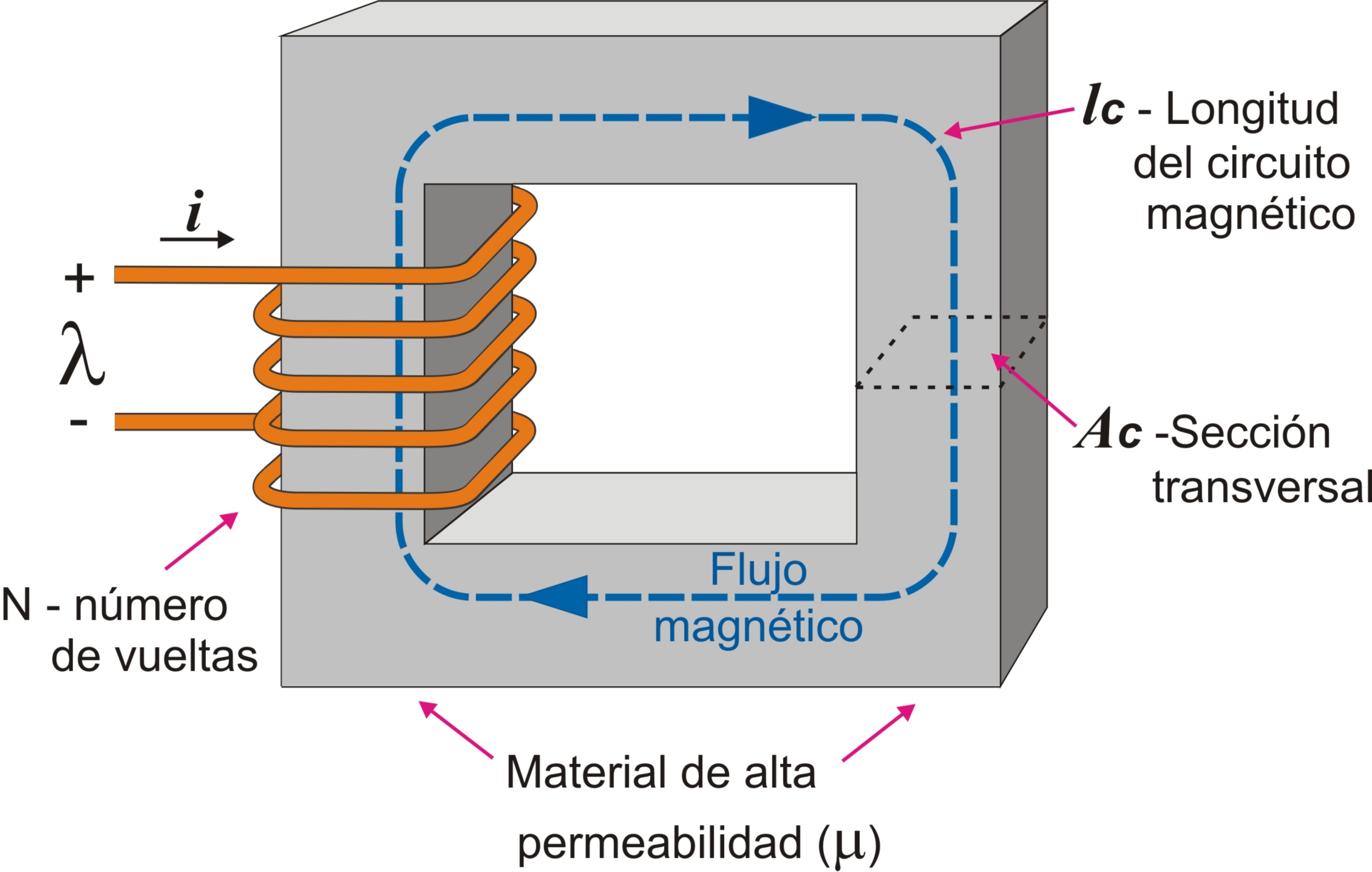
Estructura de un circuito magnético simple

Se denomina circuito magnético a un dispositivo en el cual las líneas de fuerza del campo magnético se hallan canalizadas trazando un camino cerrado. Para su fabricación se utilizan materiales ferromagnéticos, pues éstos tienen una permeabilidad magnética mucho más alta que el aire o el espacio vacío y por tanto el campo magnético tiende a confinarse dentro del material, llamado núcleo. El llamado acero eléctrico es un material cuya permeabilidad magnética es excepcionalmente alta y por tanto apropiado para la fabricación de núcleos.
Un circuito magnético sencillo es un anillo o toro hecho de material ferromagnético envuelto por un arrollamiento por el cual circula una corriente eléctrica. Esta última crea un flujo magnético en el anillo cuyo valor viene dado por:

{\displaystyle \Phi ={\frac {\mathcal {F}}{\mathcal {R}}}}

Donde {\displaystyle \Phi } es el flujo magnético, {\displaystyle {\mathcal {F}}} es la fuerza magnetomotriz, definida como el producto del número de espiras N por la corriente I ({\displaystyle {\mathcal {F}}=NI}) y {\displaystyle {\mathcal {R}}} es la reluctancia, la cual se puede calcular por:

{\displaystyle R={\frac {l_{c}}{\mu A_{c}}}}

Donde {\displaystyle l_{c}} es la longitud del circuito, medida en metros, {\displaystyle \mu } representa la permeabilidad magnética del material, medida en H/m (henrio/metro) y {\displaystyle A_{c}} el Área de la sección del circuito (sección del núcleo magnético, perpendicular al flujo), en metros cuadrados.
Los circuitos magnéticos son importantes en electrotecnia, pues son la base teórica para la construcción de transformadores, motores eléctricos, muchos interruptores automáticos, relés, etc.

## Clases de circuitos magnéticos
- Homogéneos: una sola sustancia, sección uniforme y sometido a igual inducción en todo su recorrido.

- Heterogéneos: varias sustancias, distintas secciones o inducciones, o coincidencia de estas condiciones.

## Analogías con los circuitos eléctricos
Las leyes de los circuitos magnéticos son formalmente similares a las de los circuitos eléctricos, aunque al contrario que en este último, no hay nada material que circule. Esta analogía entre circuitos eléctricos y circuitos magnéticos se puede explotar para encontrar soluciones simples para flujos en circuitos magnéticos de considerable complejidad.
En la siguiente tabla se describen las variables que se comportan de manera análoga en los circuitos magnéticos y eléctricos:
| Circuito magnético   | Circuito eléctrico                                    |
| -------------------- | ----------------------------------------------------- |
| Fuerza magnetomotriz | Diferencia de potencial (Tensión eléctrica o Voltaje) |
| Flujo magnético      | Corriente                                             |
| Reluctancia          | Resistencia                                           |
| Densidad de flujo    | Densidad de corriente                                 |
| Permeabilidad        | Conductividad                                         |
| Excitación magnética | Campo eléctrico                                       |

## Resolución de circuitos magnéticos

### Sistema empírico magnético
Conocida la inducción, B, calcular la intensidad de campo H, mediante tablas y viceversa.

{\displaystyle \epsilon =h_{1}*l_{1}+h_{2}*l_{2}+...+h_{n}*l_{n}}

siendo {\displaystyle h_{n}} las intensidades de campo parciales y
{\displaystyle l_{n}} las longitudes del circuito parciales.
Proceso:
- Determinar la inducción para cada una de las partes.
- Conocida l y S, determinar los amperivueltas con ayuda de una tabla.
- Calcular los amperivueltas parciales para cada tramo.
- Calcular los amperivueltas totales sumando los parciales obtenidos.

### Sistema teórico
Conocido el flujo, calcular la fuerza magnetomotriz ({\displaystyle F_{m}}) y viceversa.

{\displaystyle F_{m}=N*I=H*l\in {\frac {N*I}{l}}={\frac {B}{\mu }}=H}

Se parte del supuesto de que un mismo material tiene un coeficiente de permeabilidad relativo constante

{\displaystyle \phi _{B}={\frac {\epsilon }{R_{T}}}}

También se considera un circuito magnético como heterogéneo cuando en el mismo exista entrehierro; en este caso el coeficiente de permeabilidad relativo del aire es 1.